# غونتر شتيفان
غونتر شتيفان (بالألمانية: Günter Stephan)‏ هو لاعب كرة قدم ألماني، ولد في 8 أكتوبر 1912 في فرانكفورت في ألمانيا، وتوفي في 15 أبريل 1995. شارك مع منتخب ألمانيا لكرة القدم.

## وصلات خارجية
- غونتر شتيفان على موقع قاعدة بيانات كرة القدم.إي يو (الإنجليزية)
- غونتر شتيفان على موقع بيانات كرة القدم. دي إي (الألمانية)
- غونتر شتيفان على موقع ناشيونال فوتبول تيمز (الإنجليزية)
- غونتر شتيفان على موقع عالم كرة القدم.نت (الإنجليزية)